# Operador adjunto
Em matemática e, em especial, em análise funcional, um operador linear em um espaço de Hilbert pode possuir um operador adjunto. Essa relação é a generalização, para qualquer dimensão, do conceito da matriz transposta conjugada. Se pensarmos no espaço de Hilbert como uma "generalização dos números complexos", então o adjunto de um operador desempenha o papel do conjugado de um número complexo.
O adjunto de um operador {\displaystyle A} é, por vezes, chamado de conjugado Hermitiano de {\displaystyle A} (em homenagem a Charles Hermite) e é denotado por {\displaystyle A^{*}} ou {\displaystyle A^{\dagger }} , sendo a última notação especialmente utilizada em conjunto com a notação Bra-ket.
{\displaystyle {\color {RedViolet}{\begin{array}{||c|}\hline {\color {Black}{\text{ O conjugado de Hermitiano de um operator na Notação de Bra-ket }}}\\\\{\color {Blue}\langle A^{\dagger }\phi |\psi \rangle =\langle \phi |A\psi \rangle \quad }\\\\\hline \end{array}}}}

## Definição para os operadores limitados
Suponha que {\displaystyle {\mathcal {H}}} é um espaço de Hilbert, com o produto interno {\displaystyle \langle \cdot |\cdot \rangle }. Considere um operador linear contínuo {\displaystyle A:{\mathcal {H}}\rightarrow {\mathcal {H}}} (isso é o mesmo que um operador linear limitado).

Usando o teorema da representação de Riesz, pode-se mostrar que existe um operador linear contínuo único {\displaystyle A^{\dagger }:{\mathcal {H}}\rightarrow {\mathcal {H}}} com a seguinte propriedade:
{\displaystyle \langle x|Ay\rangle =\langle A^{\dagger }x|y\rangle \quad {\mbox{para todo }}x,y\in {\mathcal {H}}.}
Esse operador {\displaystyle A^{\dagger }} é o adjunto de {\displaystyle A}. Isso pode ser visto como uma generalização da matriz adjunta.

## Propriedades
Propriedades imediatas:
1. {\displaystyle A^{**}=A}  (Involução )
2. Se {\displaystyle A} é inversível, então assim é {\displaystyle A^{*}}, com {\displaystyle {(A^{*})}^{-1}={(A^{-1})}^{*}}
3. {\displaystyle {(A+B)}^{*}=A^{*}+B^{*}} (aditividade)
4. {\displaystyle {(\lambda A)}^{*}=\lambda ^{*}A^{*}}, onde {\displaystyle \lambda ^{*}} denota o conjugado do número complexo {\displaystyle \lambda }
5. {\displaystyle {(AB)}^{*}=B^{*}A^{*}}

Se definimos a norma operacional de {\displaystyle A} por
{\displaystyle \|A\|_{op}:=\sup\{\|Ax\|:\|x\|\leq 1\}}
então
{\displaystyle \|A^{*}\|_{op}=\|A\|_{op}}.
Além disso,
{\displaystyle \|A^{*}A\|_{op}=\|A\|_{op}^{2}}
O conjunto de operadores lineares limitados em um espaço de Hilbert {\displaystyle H} juntamente com a operação adjunta e norma operacional formam um protótipo de uma álgebra {\displaystyle C^{*}}.

## Componentes
Seja {\displaystyle \mathbb {V} ^{n}}um espaço vetorial finito sobre o corpo complexo e {\displaystyle |i\rangle ,|j\rangle \in \mathbb {V} ^{n}}dois vetores ortonormais contidos na base canônica desse espaço vetorial. Para qualquer dois vetores contidos nesse espaço na base canônica {\displaystyle |a\rangle ,|b\rangle }teremos que
{\displaystyle \langle a|b\rangle =\left(\langle b|a\rangle \right)^{*}}.
Assim considere o operador {\displaystyle \mathbf {D} \subset {\mathcal {L}}\left(\mathbb {V} ^{n}\right)}({\displaystyle \mathbf {D} } é endomórfico a {\displaystyle \mathbb {V} ^{n}}), suas componentes são dadas por
{\displaystyle D_{ij}=\langle i|\mathbf {D} |j\rangle }
mas note que 
{\displaystyle \mathbf {D} |j\rangle =|\mathbf {D} j\rangle }
portanto
{\displaystyle \langle j|\mathbf {D} ^{\dagger }=\langle \mathbf {D} j|}
desse modo
{\displaystyle \left(D^{\dagger }\right)_{ij}=\langle i|\mathbf {D} ^{\dagger }|j\rangle =\langle \mathbf {D} i|j\rangle =\langle j|\mathbf {D} i\rangle ^{*}=\langle j|\mathbf {D} |i\rangle ^{*}=\left(D_{ji}\right)^{*}=D_{ji}^{*}}
portanto o adjunto de um operador representado matricialmente é igual à transposta da sua matriz com os conjugados complexos tomados.

## Operador Hermitiano
Um operador {\displaystyle \mathbf {P} } que atua num determinado espaço vetorial é dito hermitiano se satisfaz
{\displaystyle \mathbf {P} ^{\dagger }=\mathbf {P} }
Um exemplo de operador hermitiano é o operador momento, visto na mecânica quântica. Suas componentes na base do operador posição {\displaystyle (x,y,z)} são encontradas a partir da relação de completeza (estamos supondo que o espaço vetorial onde esses operadores atuam é completo)
{\displaystyle \langle \Phi |\mathbf {P} ^{\dagger }|\Psi \rangle =\int \limits _{-\infty }^{\infty }\langle \mathbf {P} \Phi |x'\rangle \langle x'|\Psi \rangle dx'=\int \limits _{-\infty }^{\infty }\left(-i\hbar {\frac {d}{dx'}}\delta (x'-x)\Phi (x')\right)^{*}\Psi (x')dx'=0+\int \limits _{-\infty }^{\infty }\Phi ^{*}(x')i\hbar \left(-{\frac {d}{dx'}}\delta (x-x')\Psi (x')\right)dx'=\langle \Phi |\mathbf {P} |\Psi \rangle }
pois as componentes do operador de derivação não são hermitianas (é anti-hermitiano)
{\displaystyle D_{x'x}^{*}=\left({\frac {d}{dx'}}\delta (x'-x)\right)^{*}=\left(\delta (x'-x){\frac {d}{dx'}}\right)^{*}=-\delta (x-x'){\frac {d}{dx'}}=-{\frac {d}{dx'}}\delta (x-x')=-D_{xx'}}o fator {\displaystyle -i} torna o operador hermitiano:
{\displaystyle \left(-iD_{x'x}\right)^{*}=\left(-i{\frac {d}{dx'}}\delta (x'-x)\right)^{*}=i\left(-{\frac {d}{dx'}}\delta (x-x')\right)=-iD_{xx'}}
Como o valor de um observável tem de ser uma grandeza real, os autovalores de qualquer operador que corresponde a um observável, têm de ser reais por si próprios. Esta condição é garantida se o operador apresenta a propriedade especial de "hermiticidade" (nome dado em homenagem ao matemático francês do século XIX, Charles Hermite).
Uma característica fundamental dos operadores hermitianos reside no espaço vetorial gerado por seus autovetores. Esse espaço possui a propriedade de completude, permitindo que qualquer função que obedeça às mesmas condições de contorno seja expressa como uma combinação linear desses autovetores. Além disso, os autovetores associados a diferentes autovalores são mutuamente ortogonais.

## Conjugado hermitiano de um operador constante
Temos um operador {\displaystyle K=a+ib} , onde {\displaystyle a} e {\displaystyle b} são números reais, pela definição temos que o conjugado hermitiano
{\displaystyle \langle \phi |K\psi \rangle =\langle K^{\dagger }\phi |\psi \rangle \quad }
Substituimos {\displaystyle K} por {\displaystyle a+ib} ,
{\displaystyle \langle (a-ib)\phi |\psi \rangle =\langle \phi |(a+ib)\psi \rangle =(a+ib)\langle \phi |\psi \rangle \quad }
temos que, o conjugado de um operador hermitiano constante é o seu conjugado complexo.

## Adjuntos de operador antilinear
Para um operador antilinear a definição de adjunto necessita ser ajustado a fim de compensar a conjugação complexa. Um operador adjunto do operador antilinear {\displaystyle A} em um espaço de Hilbert {\displaystyle H} é um operador antilinear {\displaystyle A^{*}:H\rightarrow H} com a propriedade:
{\displaystyle \langle Ax,y\rangle ={\overline {\langle x,A^{*}y\rangle }}\quad {\text{para todo }}x,y\in H.}

## Outros adjuntos
Esta Equação
{\displaystyle \langle Ax,y\rangle =\langle x,A^{*}y\rangle }
é formalmente semelhante à definição de propriedades de pares de functores adjuntos na teoria da categoria, e neste momento que functor adjunto tem seu nome retirado.

## Definição para os Operadores Ilimitados
Sejam {\displaystyle X,Y} espaços de Banach . Um operador linear ilimitado é uma aplicação linear {\displaystyle A:D(A)\subset X\longrightarrow Y}, onde {\displaystyle D(A)} é um subespaço de {\displaystyle X}, chamado domínio  de {\displaystyle A}. Dizemos que o operador {\displaystyle A} é densamente definido quando {\displaystyle {\overline {D(A)}}=X}.
Dado um operador linear ilimitado {\displaystyle A:D(A)\subset X\longrightarrow Y} densamente definido, o seu Operador Adjunto é um operador linear ilimitado 
{\displaystyle A^{\ast }:D(A^{\ast })\subset Y^{\ast }\longrightarrow X^{\ast }} que definiremos a seguir. 
Primeiramente, definimos o domínio de {\displaystyle A^{\ast }} como sendo o conjunto formado pelos funcionais {\displaystyle \varphi \in Y^{\ast }} tais que {\displaystyle \varphi \circ A} são contínuos, em outras palavras
{\displaystyle D(A^{\ast })=\{\varphi \in Y^{\ast };\ \varphi \circ A\in D(A)^{\ast }\}.}
Note que, se {\displaystyle \varphi \in D(A^{\ast })}, então {\displaystyle \exists \,C>0} tal que  {\displaystyle |\varphi (Ax)|\leq C\|x\|_{X},\,\forall x\in D(A).}
Agora, podemos definir {\displaystyle A^{\ast }\varphi } em  {\displaystyle X^{\ast }}. De fato, dado {\displaystyle \varphi \in D(A^{\ast })}, como {\displaystyle D(A)} é denso em {\displaystyle X}, existe uma única {\displaystyle {\tilde {\varphi }}\in X^{\ast }} que estende {\displaystyle \varphi }
. Assim, definimos {\displaystyle A^{\ast }\varphi ={\tilde {\varphi }}}. Em particular, temos a seguinte relação fundamental entre  {\displaystyle A} e {\displaystyle A^{\ast }}:
{\displaystyle A^{\ast }\varphi (x)=\varphi (Ax),\ \forall x\in D(A),\ \forall \varphi \in D(A^{\ast }).}
Na notação par dualidade, escrevemos
{\displaystyle \langle A^{\ast }\varphi ,x\rangle _{X^{\ast },X}=\langle \varphi ,Ax\rangle _{Y^{\ast },Y},\ \forall x\in D(A),\ \forall \varphi \in D(A^{\ast }).}